# Валунник
Валу́нник — рыхлая (несцементированная) обломочная горная порода, состоящая из валунов — крупных (10-20 см в диаметре и больше) окатанных обломков твёрдых пород, между которыми может присутствовать более мелкий обломочный заполнитель.
Валунники классифицируются многими способами. По размеру валунов бывают:
- мелкие (диаметр валунов 0,2-0,5 м);
- средние (0,5-1 м);
- крупные (1-5 м);
- грубые (более 5 м). Верхняя граница, после которой куски скал перестают быть валунами в валуннике точно не определена, но обычно проходит между 1[1] и 10 метрами.

По способу образования валунники разделяются на:
- аллювиальные;
- пролювиальные;
- ледниковые;
- эолово-элювиальные;
- прибрежно-морские;
- наземно- и подводно-коллювиальные.

Чаще всего встречаются многокомпонентные («полимиктовые») не расслоенные валунники с толщиной слоя от долей метра до нескольких метров.
В обломках наблюдаются самые разные магматические, осадочные и метаморфические породы. Например, на побережьях Кольского полуострова валуны в валунниках образуются из метаморфических пород, в том числе гнейсов, кристаллических сланцев, амфиболитов, кварцитов, а в районах современного и недавнего вулканизма — из лав и туфов.